# Winnezeele
Winnezeele (niederländisch und Westflämisch Winnezele, Aussprache [winzɛl]) ist eine französische Gemeinde mit 1280 Einwohnern (Stand 1. Januar 2022) im Département Nord in der Region Hauts-de-France. Sie gehört zum Arrondissement Dunkerque und zum Gemeindeverband Cœur de Flandre Agglo. In Winnezeele wird noch Westflämisch gesprochen. Die Bewohner werden Winnezeelois und Winnezeeloises genannt.

## Geografie

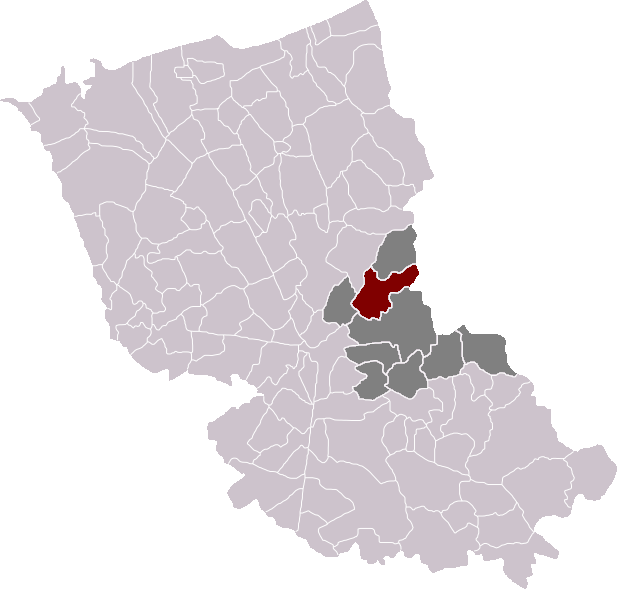
Lage von Winnezeele im Arrondissement Dunkerque

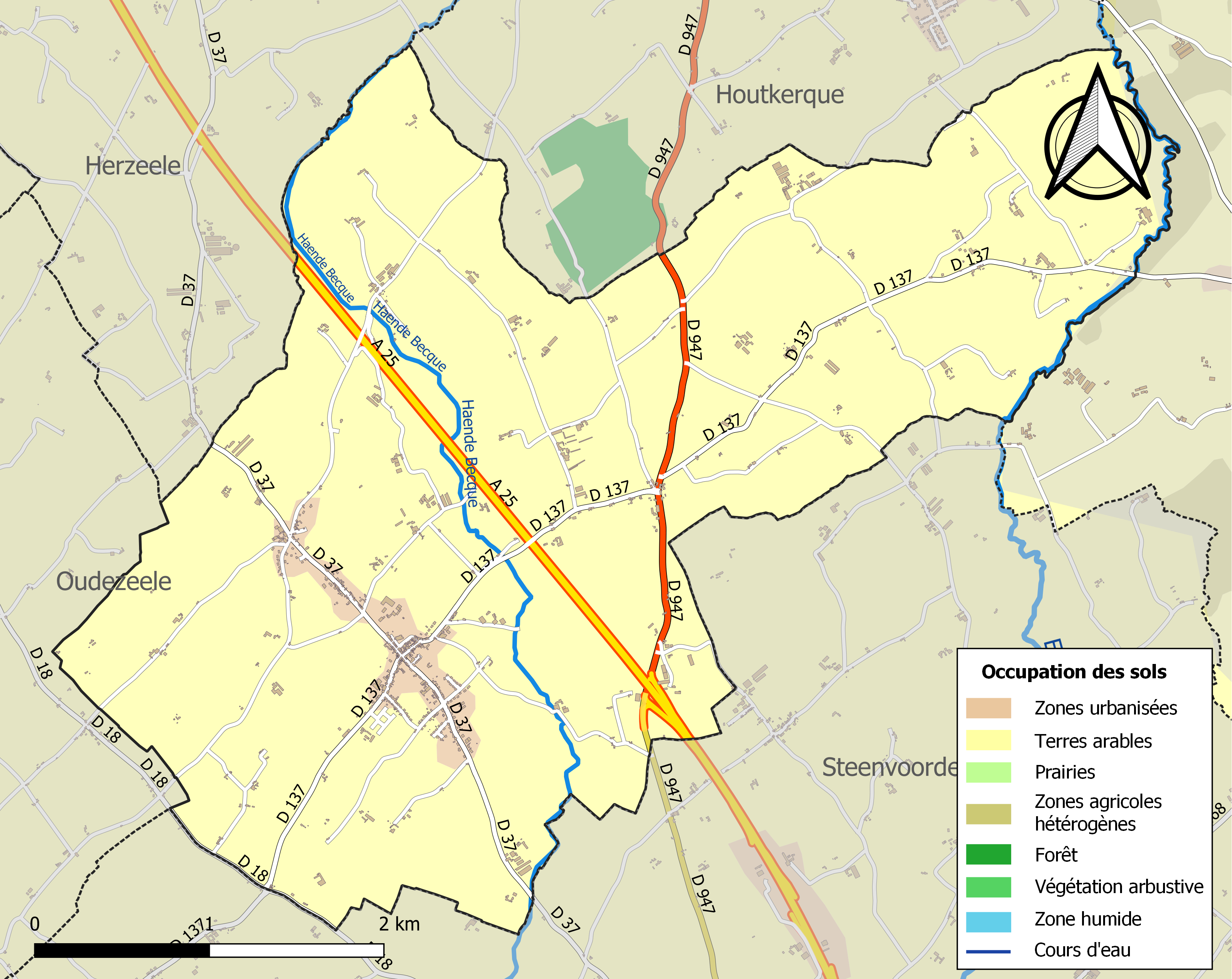
Bodennutzung, Hydrografie und Infrastruktur der Gemeinde (2018)

Die Gemeinde Winnezeele liegt in Französisch-Flandern, etwa 25 Kilometer südsüdöstlich von Dünkirchen und etwa 43 Kilometer nordwestlich von Lille an der Grenze zu Belgien. Die Gemeinde befindet sich in der Région naturelle Houtland. Neben dem geschlossenen Siedlungsbild des Kernortes liegen im Gemeindegebiet von Winnezeele die Ortsteile Droogland, Le Pont des Planches und Les Six Chemins sowie zahlreiche verstreute Einzelhöfe.
Das Gebiet der Gemeinde wird von einigen Bächen und Gräben durchzogen (Herzeele, Sale Becque, Ey Becque), die alle in Richtung Norden zur Yser entwässern. Das Zentrum liegt auf einer Höhe von etwa 20 m. Das Relief ist überwiegend flach. Es fällt im äußersten Nordosten bis auf 5 m ab und steigt im Südwesten auf 41 m an.
Ein Teil des nördlichen Gebiets von Winnezeele gehört zur ZNIEFF-Naturzone „Bois Saint-Acaire“ (310013310).
Rund 97 % der Fläche der Gemeinde werden landwirtschaftlich genutzt, der Anteil bebauter Fläche beträgt etwa 3 % (Stand: 2018).
Nachbargemeinden von Winnezeele sind Herzeele im Norden, Houtkerque im Nordosten, Poperinge (Belgien) im Osten, Steenvoorde im Süden sowie Oudezeele im Westen.

## Etymologie
Der Name der Gemeinde leitet sich aus den germanischen Wininga sali „Haus mit einem Raum der Leute von Wini“ ab. Das germanische wini bedeutet überdies „Freund.“ Namensformen waren in der Folge „UUinningesele“ (1121), „Vinnezeele“ (1750, Carte de Cassini), „Winezeele“ (1793), „Winezeèle“ (1801).

## Bevölkerungsentwicklung
| Jahr                       | 1962 | 1968 | 1975 | 1982 | 1990 | 1999 | 2006 | 2013 | 2020 |
| Einwohner                  | 1109 | 1033 | 988  | 957  | 998  | 1108 | 1214 | 1223 | 1319 |
| Quellen: Cassini und INSEE |      |      |      |      |      |      |      |      |      |

Im Jahr 1806 wurde mit 1512 Bewohnern die bisher höchste Einwohnerzahl ermittelt. Die Zahlen basieren auf den Daten von cassini.ehess und INSEE.

## Sehenswürdigkeiten
- Kirche Saint Martin aus dem 17. Jahrhundert
- Reste einer mittelalterlichen Erdhügelburg im Lieu-dit Temple Hovek, seit 1979 als Monument historique eingeschrieben[7]
- Ehemalige Brauerei in der Route du Droogland, die in der zweiten Hälfte des 19. Jahrhunderts unter dem Namen Donat Cattoen gegründet wurde; später hieß sie Donat Callven und Decroocq; sie wurde nach dem Zweiten Weltkrieg aufgegeben und dient heute noch als Lager

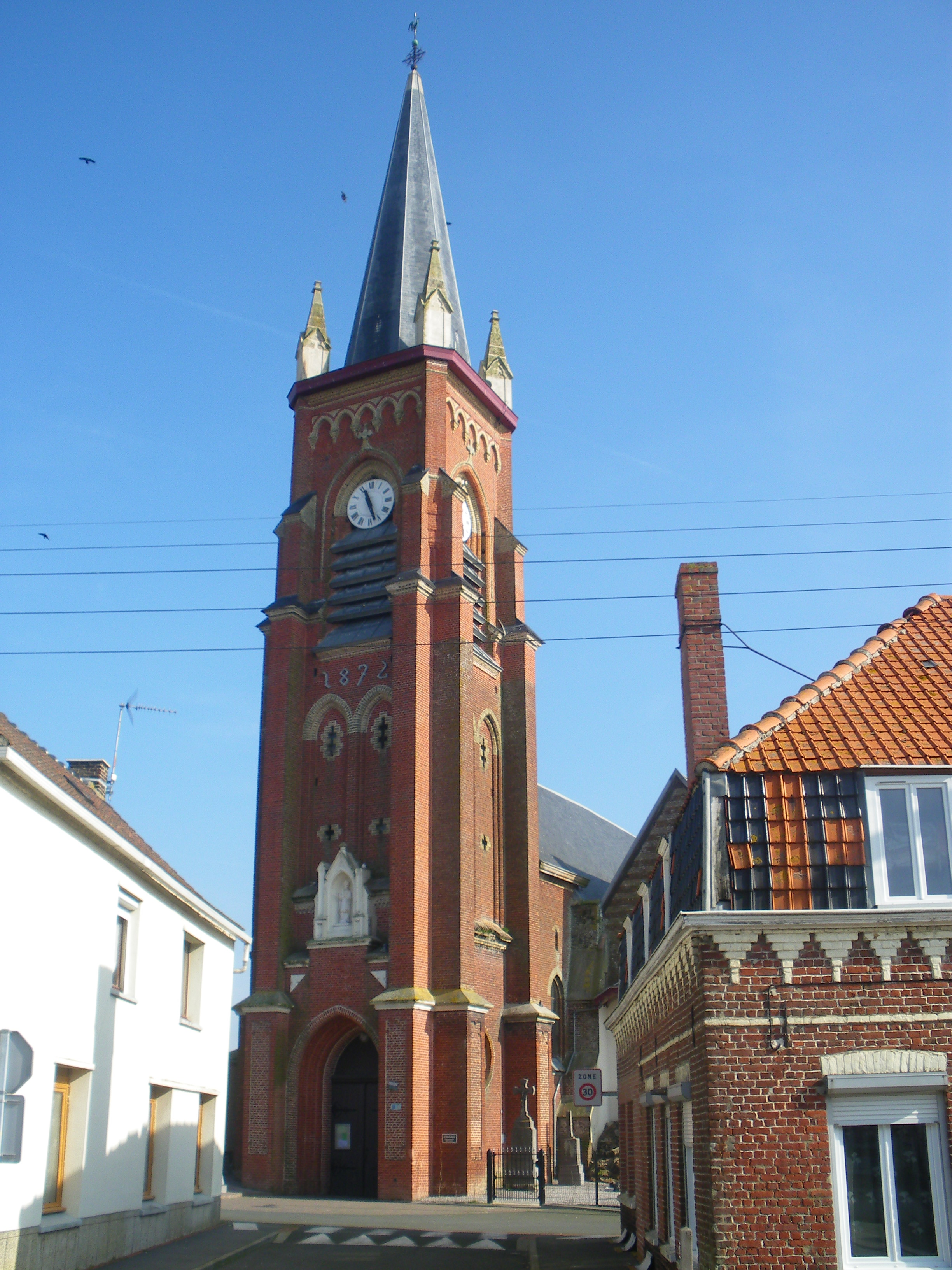
Kirche Saint-Martin
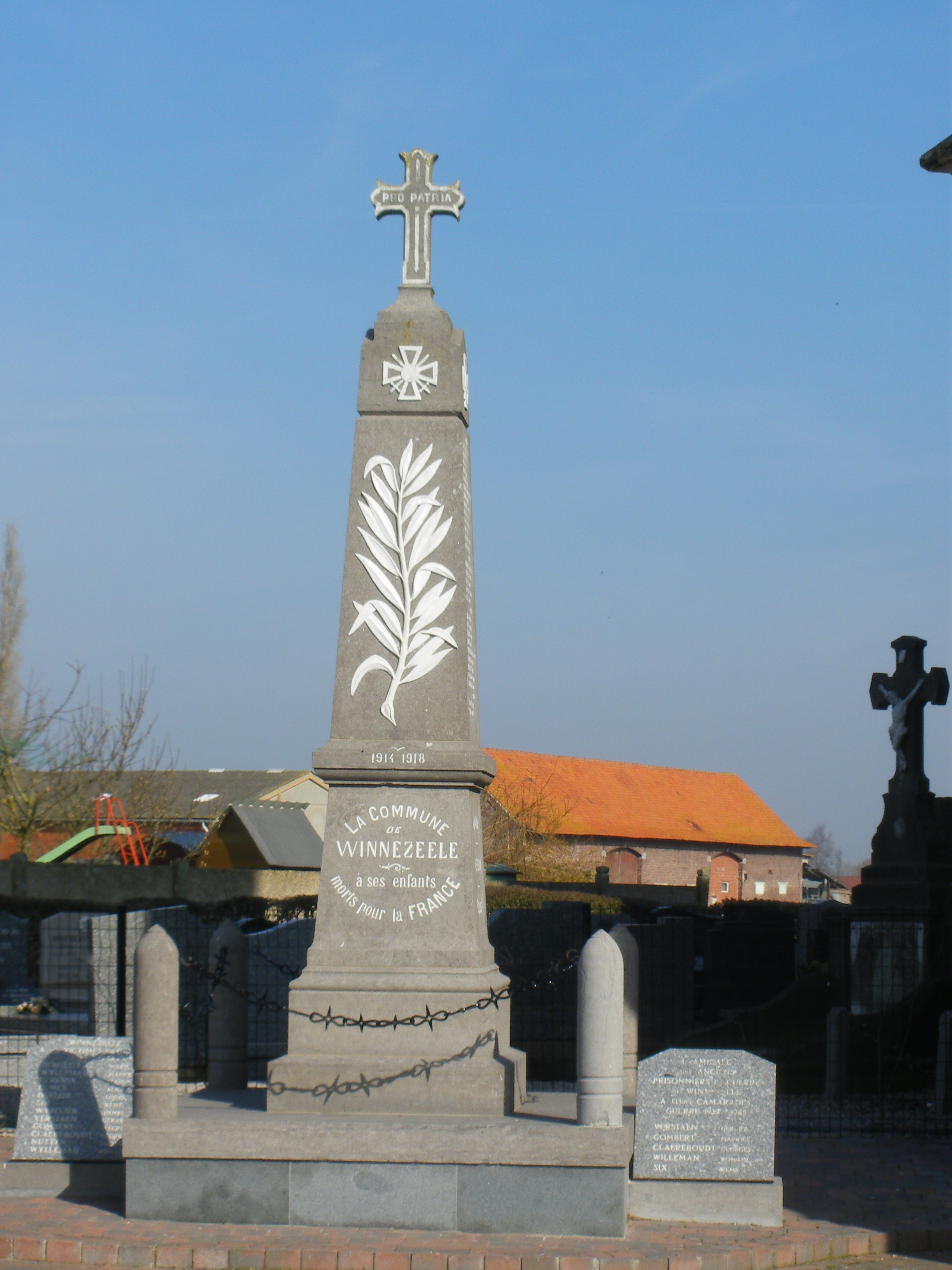
Gefallenendenkmal

## Wirtschaft und Infrastruktur
In der Gemeinde sind 57 Landwirtschaftsbetriebe ansässig (Getreide- und Gemüseanbau, Zucht von Pferden, Schafen, Ziegen und Geflügel, Schweinehaltung).
Die Autoroute A25 von Lille nach Dünkirchen durchquert das Gemeindegebiet von Südost nach Nordwest mit der Anschlussstelle 14 östlich des Ortskerns. Die Departementsstraße D 947, die ehemalige Route nationale 347 von Lens nach Bray-Dunes, verbindet Winnezeele mit Houtkerque im Norden und mit Steenvoorde im Süden.  Die nachgeordneten Departementsstraßen D 37 und D 137 sowie lokale Landstraßen verbinden das Zentrum mit den Weilern der Gemeinde und weiteren Nachbargemeinden.
Busse von drei Linien der Transportgesellschaft Arc-en-Ciel des Départements Nord verbinden Winnezeele mit Dünkirchen über Houtkerque, Hazebrouck und Armentières über Bailleul.

## Persönlichkeiten
- François-Joseph Bouchette (1735–1810), französischer Rechtsanwalt und Politiker, geboren in Winnezeele, setzte sich während der Französischen Revolution für die Eigenständigkeit der regionalen Sprachen Frankreichs ein
- Edmond Vansteenberghe (1881–1943), römisch-katholischer Geistlicher, Bischof von Bayonne 1939–1943
- Louis-Georges-Firmin Demol (1885–1969), römisch-katholischer Ordensgeistlicher und Apostolischer Vikar von Ober-Kasaï, geboren in Winnezeele
- Colette Codaccioni (* 1942), französische Politikerin (RPR), geboren in Winnezeele, war Familienministerin unter Präsident Jacques Chirac

## Belege
1. ↑  Biodiversité dans les territoires - Winnezeele. Inventaire national du patrimoine naturel (INPN), abgerufen am 17. Mai 2024 (französisch).
2. ↑  Répartition des superficies en 15 postes d’occupation des sols (métropole). CORINE Land Cover, 2018, abgerufen am 17. Mai 2024 (französisch).
3. ↑  Maurits Gysseling: Toponymisch Woordenboek van België, Nederland, Luxemburg, Noord-Frankrijk en West-Duitsland (vóór 1226). Koninklijke Academie voor Nederlandse Taal en Letteren (KANTL), 1960, S. 1081, abgerufen am 17. Mai 2024 (niederländisch).
4. ↑  Notice Communale Winnezeele. EHESS, abgerufen am 17. Mai 2024 (französisch).
5. ↑  Winnezeele auf cassini.ehess
6. ↑  Winnezeele auf INSEE
7. ↑  Eintrag in der Base Mérimée des Kulturministeriums. Abgerufen am 17. Mai 2024 (französisch).
8. ↑  Landwirtschaftsbetriebe auf annuaire-mairie.fr (französisch)
9. ↑  Plan du périmètre Flandres - Arc en Ciel. Arc-en-Ciel, abgerufen am 17. Mai 2024 (französisch).